# Station Shioya (Hyogo)
Station Shioya (塩屋駅, Shioya-eki) is een spoorwegstation in de wijk Tarumi-ku in Kobe, Japan. Het wordt aangedaan door de JR Kobe-lijn. Het station heeft twee sporen. Het station dient niet verward te worden met het gelijknamige station in de prefectuur Hokkaidō. 

Het station ligt naast het station Sanyō Shioya aan de Sanyō-lijn, maar dit wordt als een apart station beschouwd.

## Treindienst

### JR West
| 1 | ■ JR Kobe-lijn | richting Nishi-Akashi en Himeji        |
| 2 | ■ JR Kobe-lijn | richting Sannomiya, Amagasaki en Osaka |

## Geschiedenis
Het station werd in 1896 als stopplaats geopend. In 1906 werd het een officieel station.

## Stationsomgeving
Het station ligt op zo'n 40 meter van de zee.
- Station Sanyō Shioya aan de Sanyō-lijn
- Hachibuse-berg
- Autoweg 2

(Tōkaidō-lijn<<) · Ōsaka · Tsukamoto · Amagasaki · Tachibana · Koshienguchi · Nishinomiya · Sakura-Shukugawa · Ashiya · Konan-Yamate · Settsu-Motoyama · Sumiyoshi · Rokkomichi · Nada · Sannomiya · Motomachi · Kōbe · Hyōgo · Shin-Nagata · Takatori · Suma-Kaihinkōen · Suma · Shioya · Tarumi · Maiko · Asagiri · Akashi · Nishi-Akashi · Okubo · Uozumi · Tsuchiyama · Higashi-Kakogawa · Kakogawa · Hoden · Sone · Himeji-Bessho · Gochaku · Himeji · (>>Sanyō-lijn) 

Wadamisaki-lijn: Hyōgo · Wadamisaki